# Ґотфрід Схалкен
Ґодфрід Корнеліс Схалкен (нід. Godfried Comelisz Schalcken; 1643, Маде, Північний Брабант — 16 листопада 1706, Гаага) — відомий нідерландський живописець і графік.

## Життєпис
Ґодфрід Схалкен народився у Маде, Північний Брабант, в сім'ї Корнеліса та Аллети Схалкен. Коли йому виповнилось 4 роки, його родина переїхала у Дордрехт, де його батько став ректором латинської школи.
Схалкен навчався у Самюела ван Ґогстратена, а потім у Герарда Доу в Лейдені. Його блискуча кар'єра проходила в Гаазі, при дворі Вільгельма III (1692-1697), у Дюссельдорфі, при дворі курфюрста Йоганна Вільгельма (1703). 
У 1692-1697 роках він працював у Англії, де малював портрети членів королівської сім'ї.
Його творчість  представлено в музеях у Амстердаму, Дрездену, Гааги, Лондона, Парижа та Мюнхена. Схалкен особливо відомий штучними світловими ефектами свічки («Портрет Вільгельма III», Амстердам, Державний музей; «Каяття Магдалини», Брест, музей), а також численними картинами з ефектами денного світла («Портрет Вільгельма III», Гаага, Мауріцгейс). 
Довгий час Схалкен був простим наслідувачем Доу, але потім, під впливом творчості Рембрандта, він став писати портрети і міфологічні сцени та змінив свою концепцію штучного освітлення. Аж до початку XVIII ст. художник втримав смак до витонченого, рафінованого живопису: його твори часто порівнюють з найкращими полотнами Верффа та Міріса.

### Сім'я
У жовтні 1679 одружився з Франсуазою ван Дімен, в цьому шлюбі у нього народилося троє синів.

## Картини

Ґодфрід Схалкен
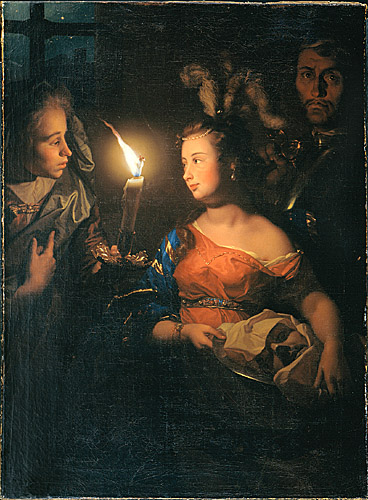
Саломея, 1700
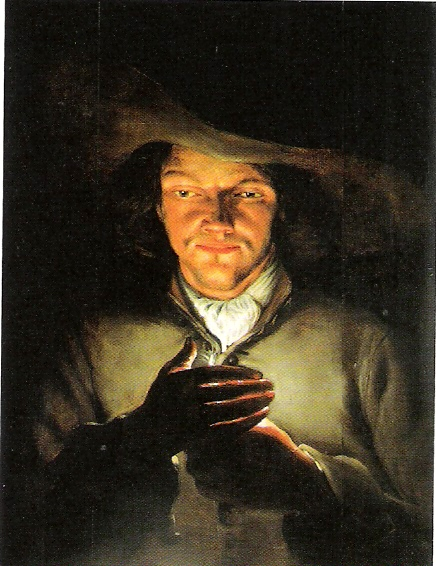
Чоловік з запаленою свічкою, 1700
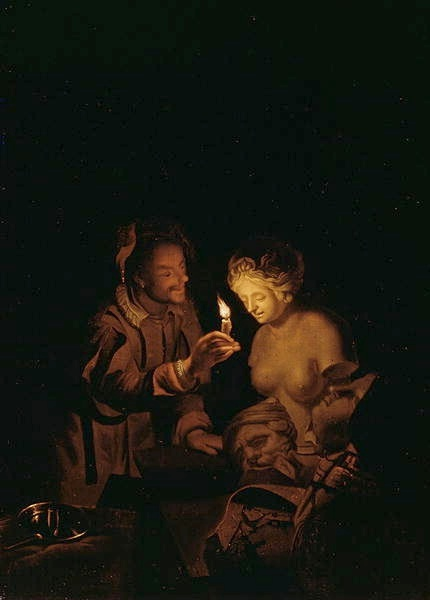
Пігмаліон
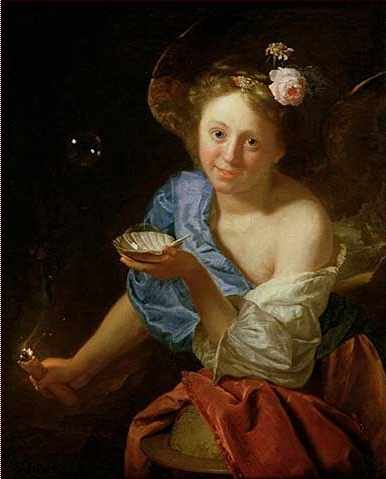
Аллегорія щастя
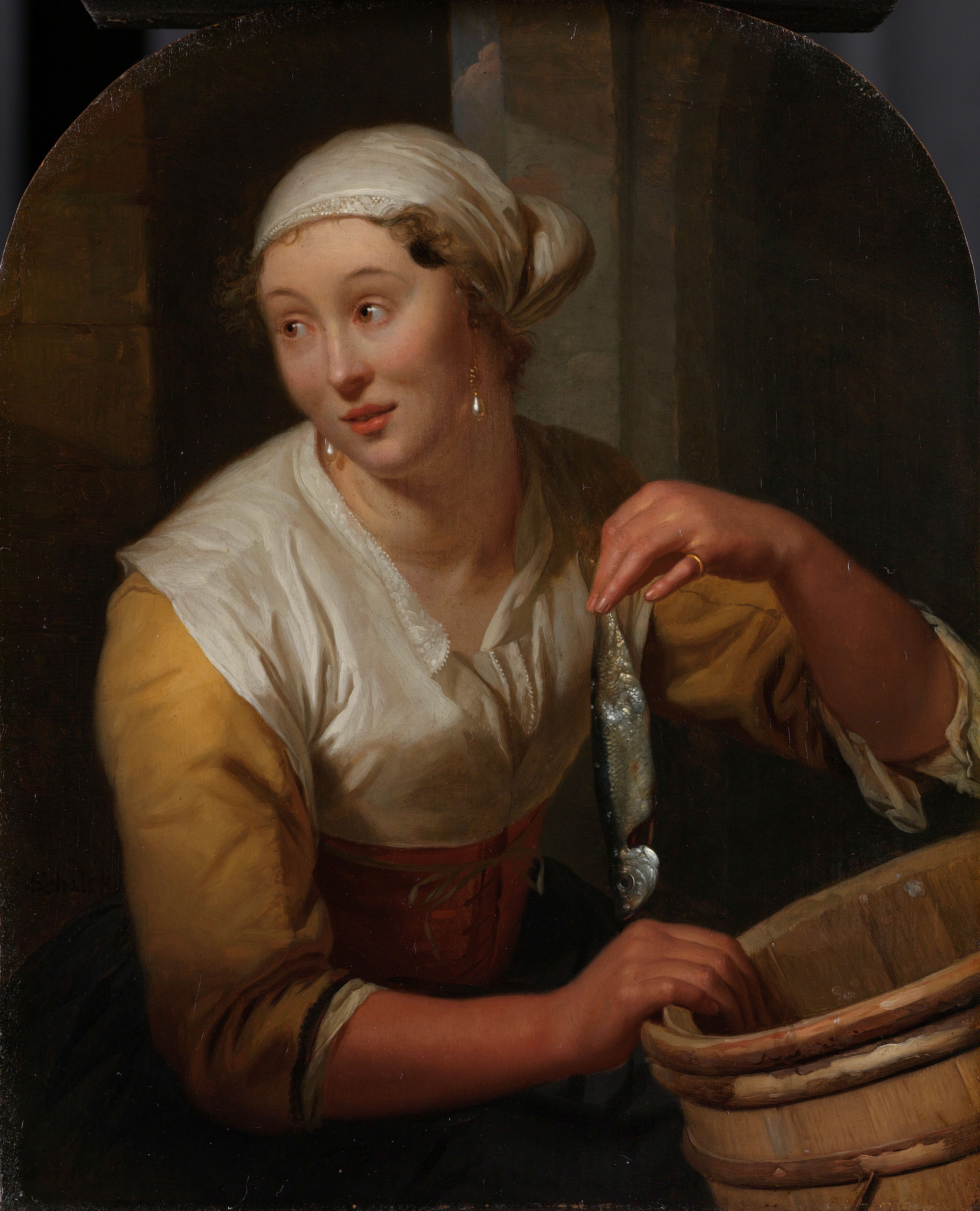
Молода дівчина з рибою
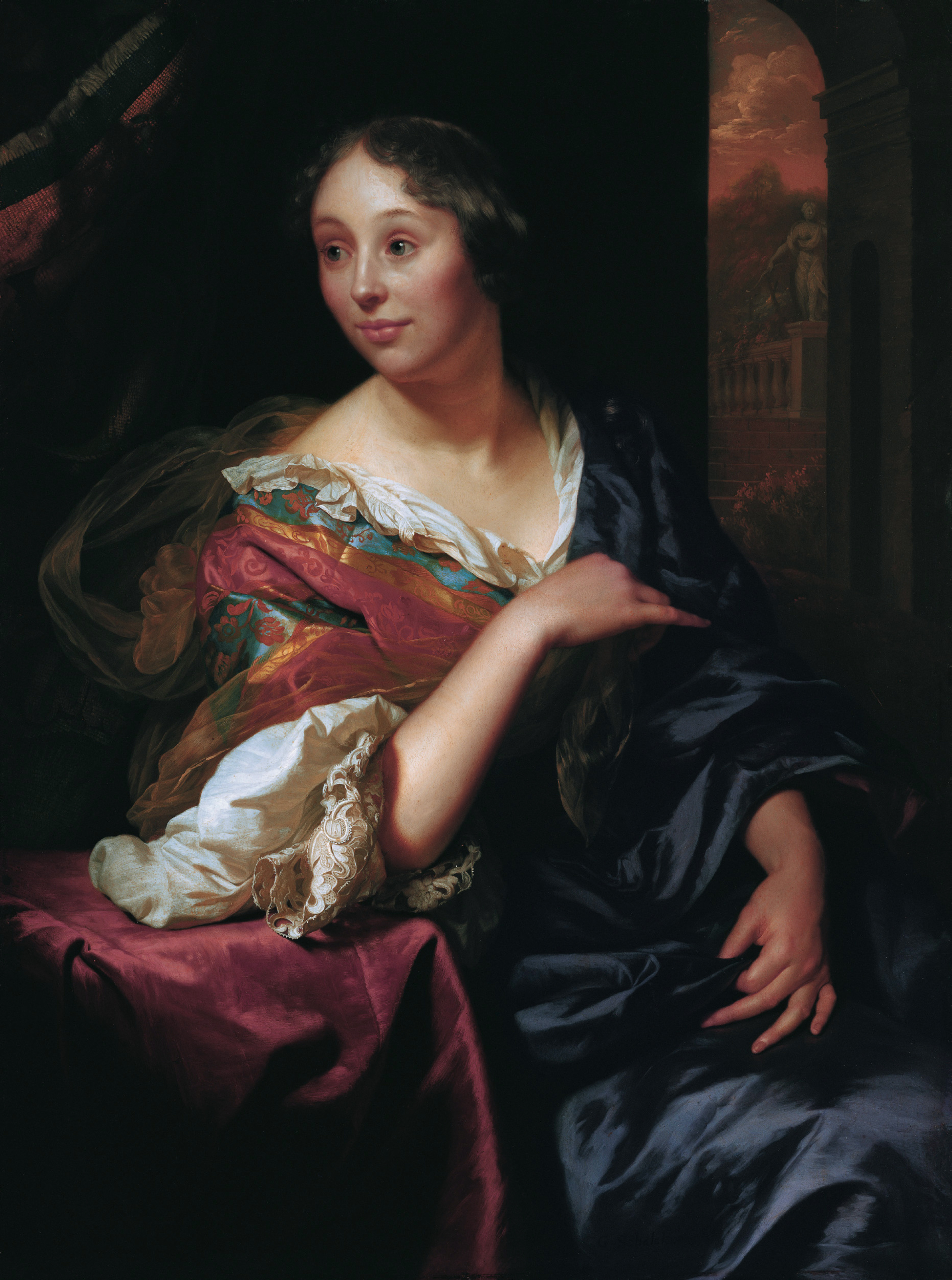
Портрет дружини Франсуази ван Дімен
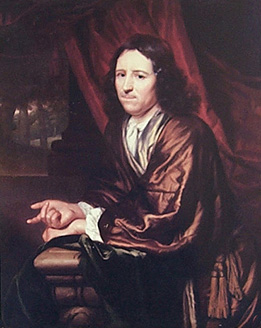
Портрет Пітера де ла Кура (1665)
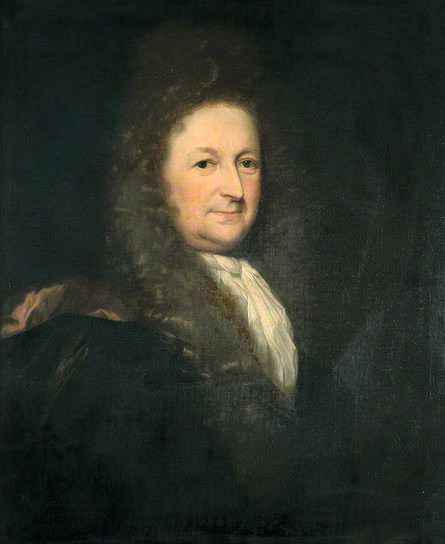
Портрет сера Річарда Леветта, лорд-мер Лондона, 1699.
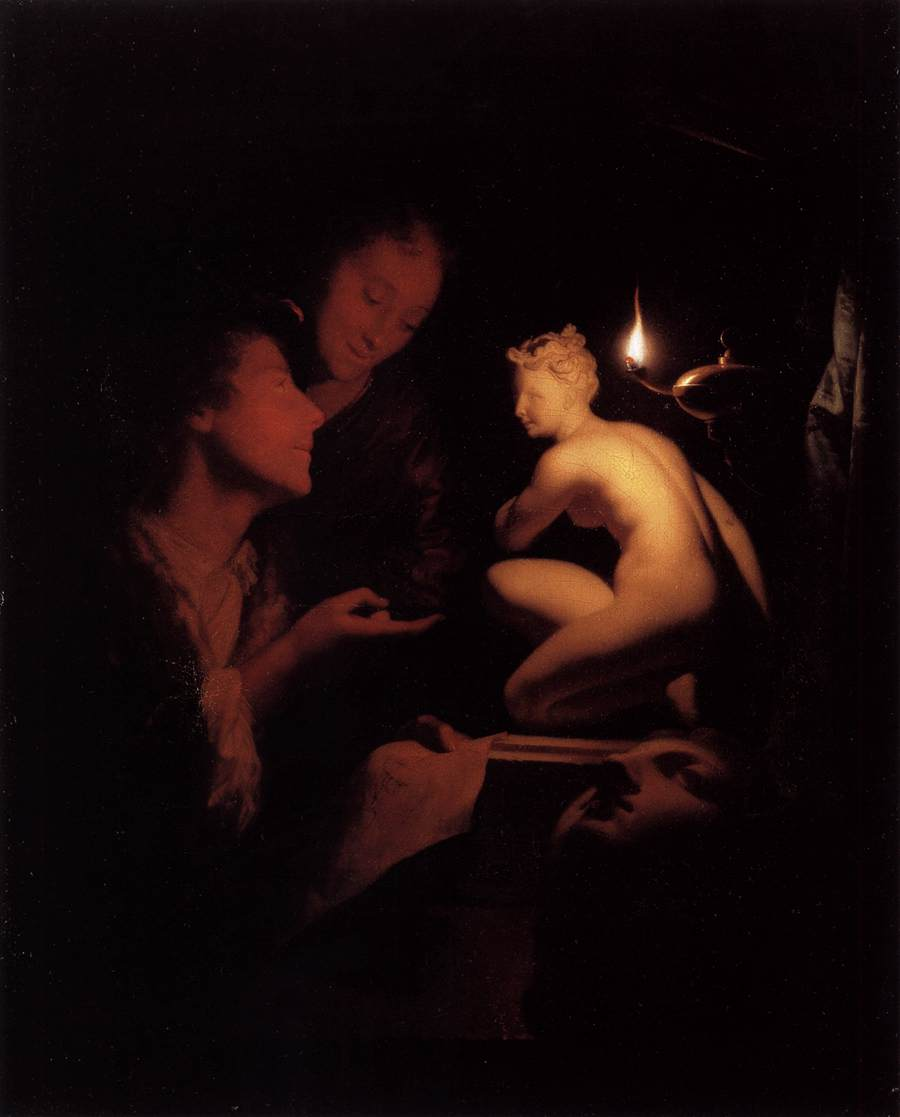
Сценка з канделябром
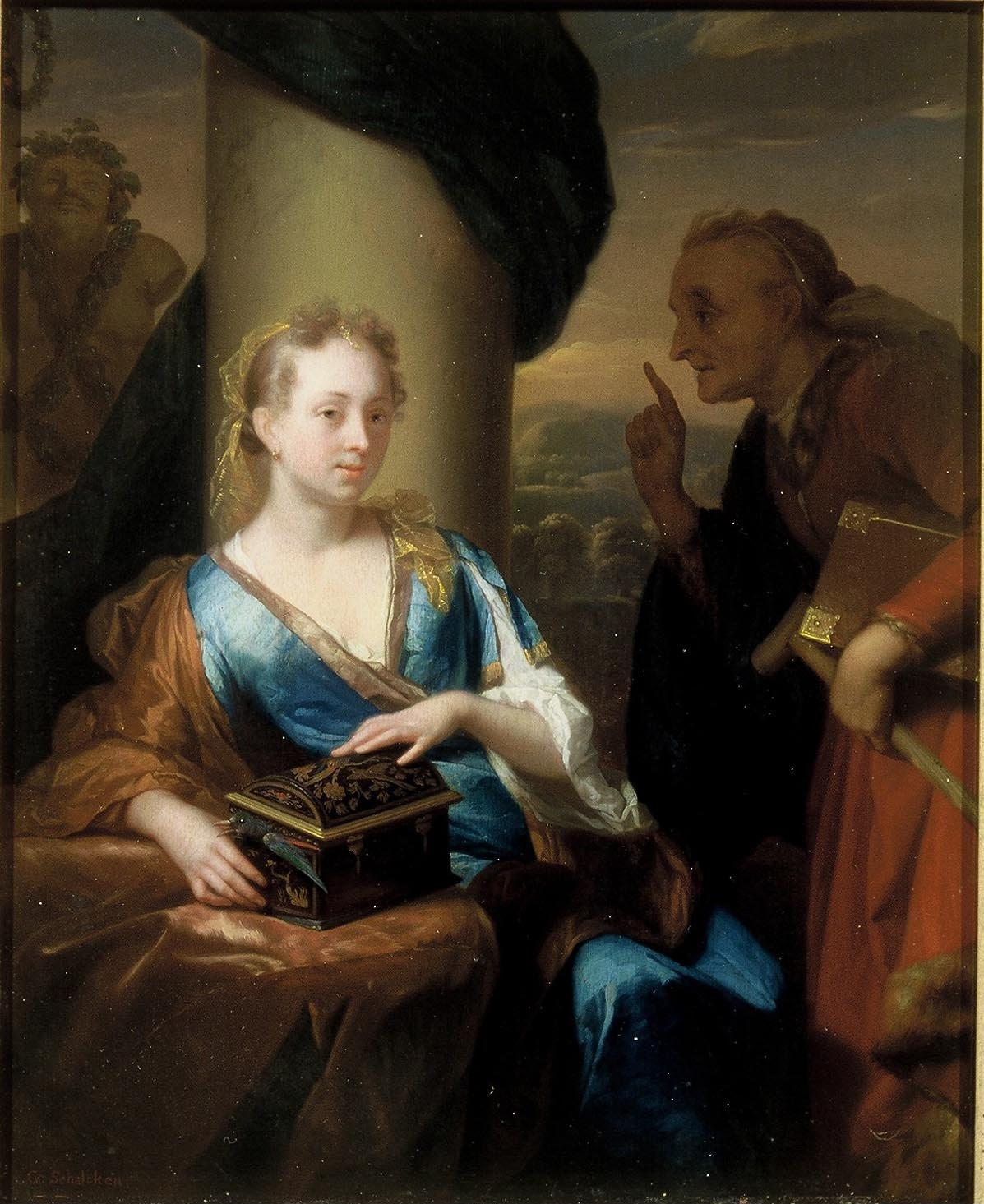
Даремний урок моральності
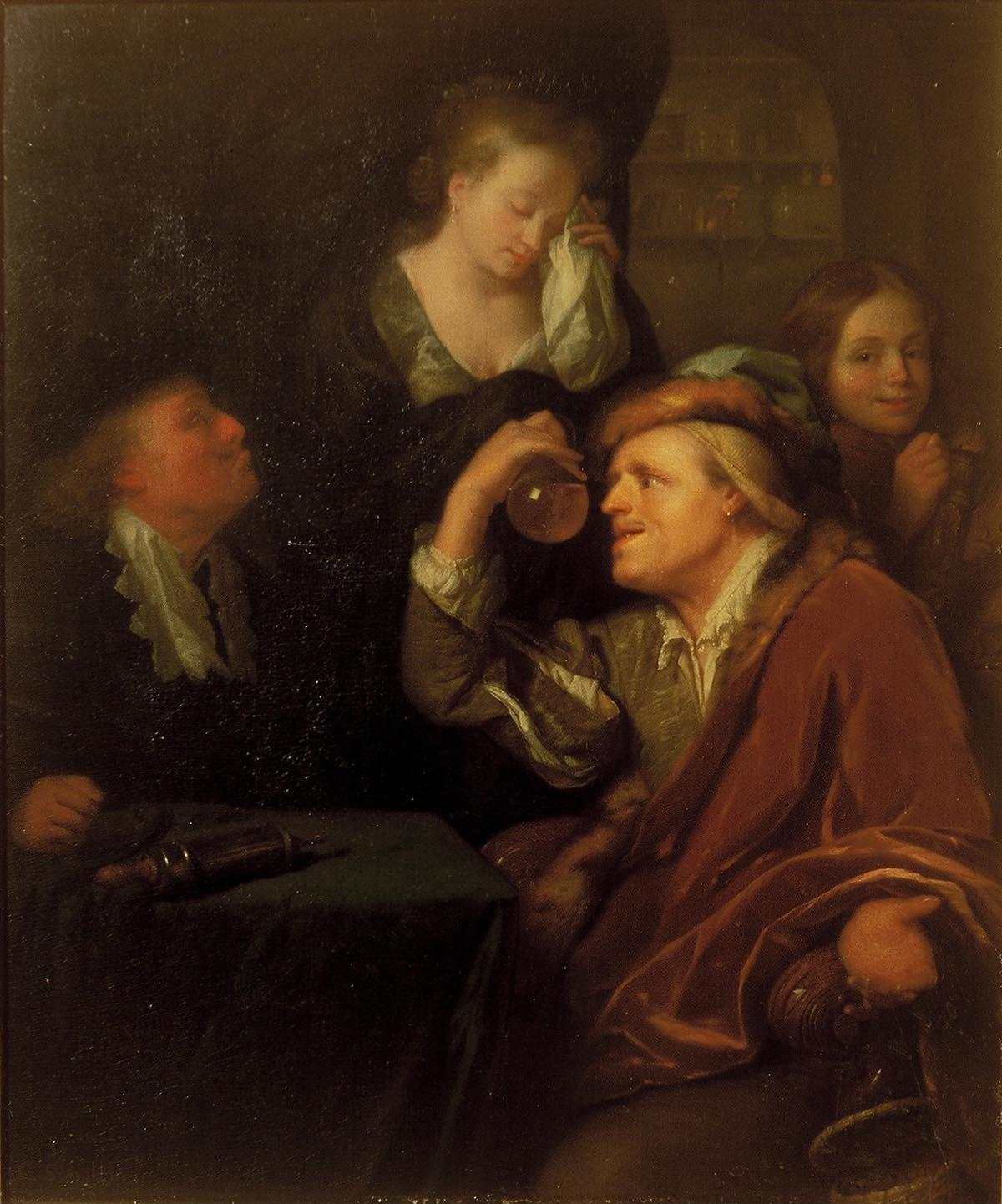
Медична експертиза
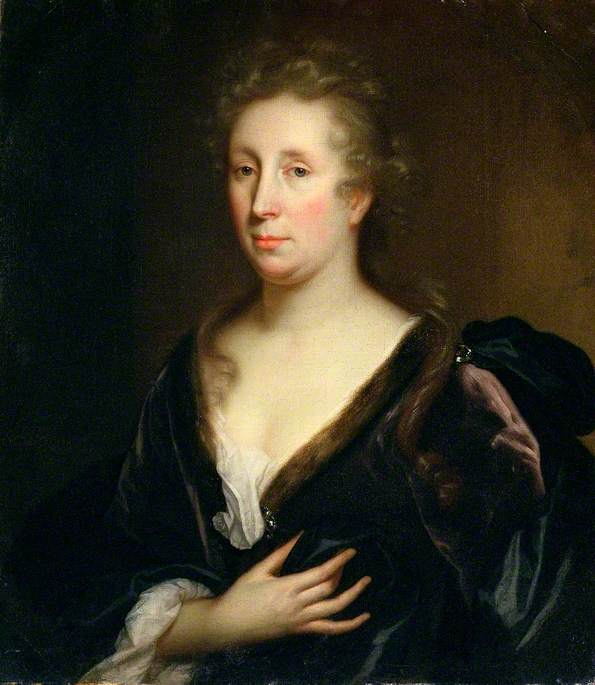
Портрет Рашелі Рейс
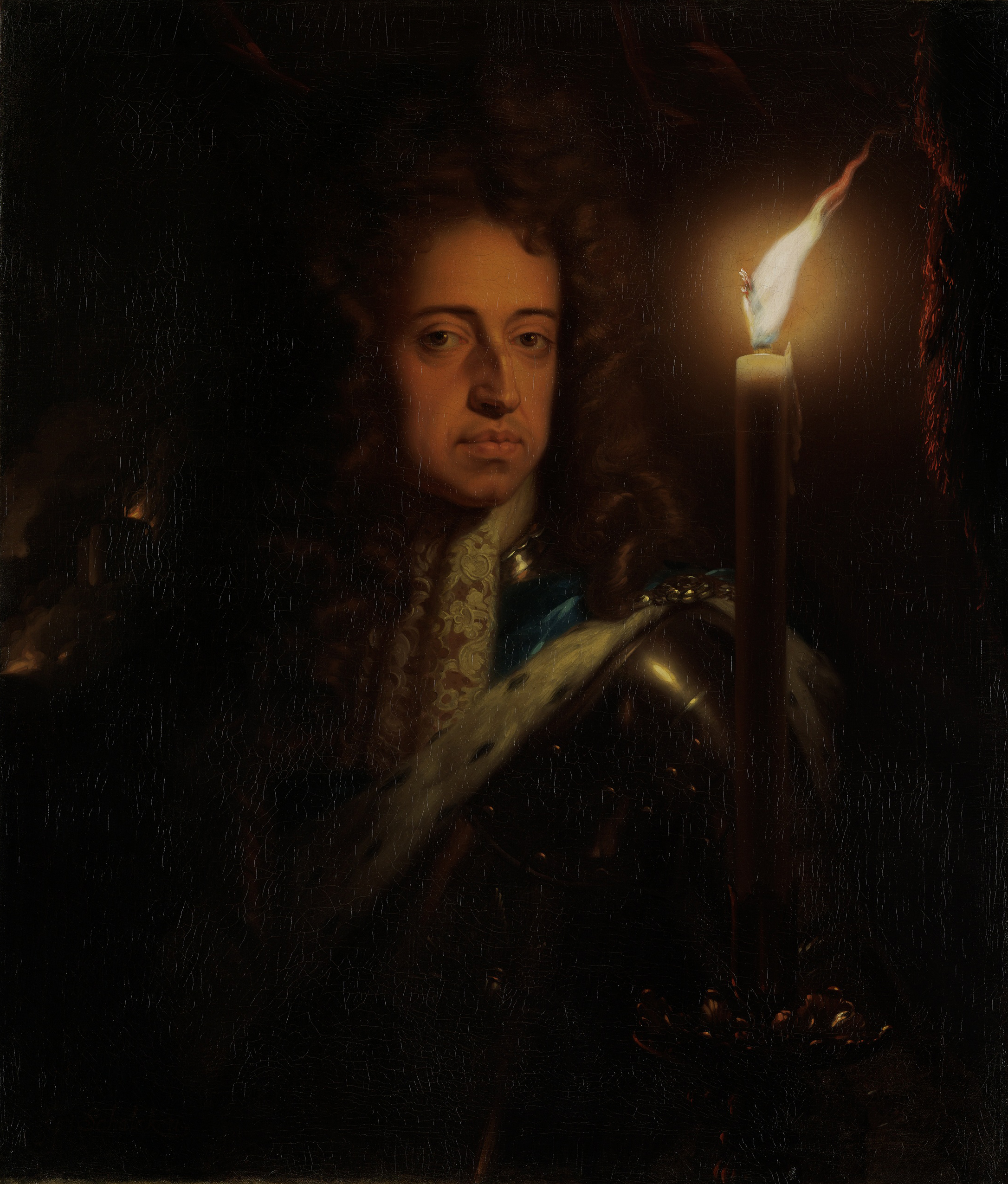
Вільгельм III Оранський